# Hybla act 1
Hybla act 1 è un album discografico del gruppo musicale italiano Randone, pubblicato nel 2005 dalla etichetta discografica Electromantic Music.

## Tracce
1. Preludio (Hybla)
2. Guardia alle mura
3. Guerra agli invasori
4. La resa
5. Le invasioni
6. La regina di Cipro
7. Infuria la battaglia
8. Enrico VI e la corona di ferro
9. Veglia funebre per il Conte Guglielmo
10. La principessa triste
11. Manfredi Chiaramonte
12. Ballata in onore del conte
13. Un genitore afflitto
14. Giovanni Chiaramonte
15. Giovinastro e Lucsia
16. Simone Chiaramonte
17. La solitudine di Venezia
18. La fine dei Chiaramonte
19. Rimpianti
20. Bernardo Cabrera
21. Cospirazione contro i Giudei
22. La caccia
23. Gian Battista Odierna
24. Il terremoto
25. Epilogo (crevit Ragusia Hyblae ruinis)

## Formazione

### Gruppo
- Nicola Randone: voce, chitarra acustica 12 corde, tastiere
- Riccardo Cascone: batteria e percussioni
- Marco Crispi: chitarra elettrica solista
- Livio Rabito: basso

### Altri musicisti
- Beppe Crovella: grand piano, moog, mellotron, organo Hammond B3
- Carmelo Corrado Caruso: baritone
- Lautaro Acosta: violino
- Bianca La Rosa: voce femminile
- Elena Infantino: voce femminile di sottofondo
- Franco Cilia: voce soffusa